# Ґлінка-Шляхецька
Ґлінка-Шляхецька (пол. Glinka Szlachecka, нім. Adlig Glinke) — село в Польщі, у гміні Костшин Познанського повіту Великопольського воєводства.
У 1975-1998 роках село належало до Познанського воєводства.